# Leopoldo Ortega Nieto
Leopoldo Ortega Nieto (n. 1898) fue un militar español que participó en la Guerra civil.

## Biografía
Nacido en 1898, fue militar de carrera. Oficial del arma de caballería, tras el estallido de la Guerra civil se mantuvo fiel a la República y durante la contienda llegó a ocupar diversos puestos. Llegaría a ser jefe de Estado Mayor de la 67.ª División. En 1939 era jefe de la sección de organización del Grupo de Ejércitos de la Región Central (GERC). A finales de marzo de 1939 fue uno de los emisarios designados por el Consejo Nacional de Defensa, junto al teniente coronel Antonio Garijo Hernández, para negociar con los representantes de Franco. Las negociaciones, sin embargo, no tuvieron ningún éxito y el bando franquista desencadenó una ofensiva final contra la zona republicana.
Fue detenido por los franquistas tras el final de la contienda, pasando por el campo de concentración de Albatera. Fue condenado a cadena perpetua pero finalmente fue liberado tras cumplir tres años de condena en prisión, atendiendo entre otras cuestiones a su implicación en el Golpe de Estado de Casado contra el gobierno Negrín en marzo de 1939.